# Філіппінська арена
Арена Філіппіни (англ. Philippine Arena) — найбільша у світі закрита арена; багатоцільова, з максимальною місткістю 55 000 місць, розташована в Сьюдад-де-Вікторії, туристичній зоні площею 140 га в Бокауе та Санта-Марія, Булакан, Філіппіни, приблизно за 30 км на північ від Маніли. Законним власником арени є навчальний заклад INC, New Era University. 

## Історія

### Будівництво
У 2011 році корейська фірма Hanwha Engineering and Construction виграла контракт на управління будівництвом Філіппінської арени. Hanwha перевершила ставки філіппінської фірми EEI Corporation, що було зроблено 17 серпня 2011 року. Hanwha оголосила, що завершила будівництво критої арени 30 травня 2014 року. Офіційно це місце було відкрито лише через два місяці.

### Інавгурація
Арена Філіппіни разом із Сьюдад-де-Вікторія була офіційно відкрита 21 липня 2014 року. Тодішній президент Філіппін Беніньо Акіно III та виконавчий міністр Іглесія ні Крісто Едуардо Манало оприлюднили символ Сьюдад-де-Вікторія.

### Структура
Побудований на землі площею 99 200 квадратних метрів (1 068 000 квадратних футів), арена має купол площею понад 9 000 квадратних метрів (97 000 квадратних футів). Овальний дах має розміри 227 м × 179 м (745 футів × 587 футів), містить 9 000 тонн сталевих виробів. Дах зроблено як окремий блок, щоб зменшити навантаження на арену додатковим навантаженням. Арена має висоту 65 м (213 футів) або близько 15-ти поверхів і заснована на пальовій конструкції. Близько третини власного навантаження будівлі було розраховане на навантаження від землетрусу. Будівля також була розділена на кілька конструкцій, щоб посилити сейсмостійкість арени.

## Використання
На арені проводяться не лише великі церковні зібрання Іглесія ні Крісто, але й функціонує як багатофункціональний спортивний і концертний майданчик, здатний проводити різноманітні заходи від боксу та баскетболу до виступів живої музики, але без асоціаційних футбольних чи польових заходів. 

## Галерея

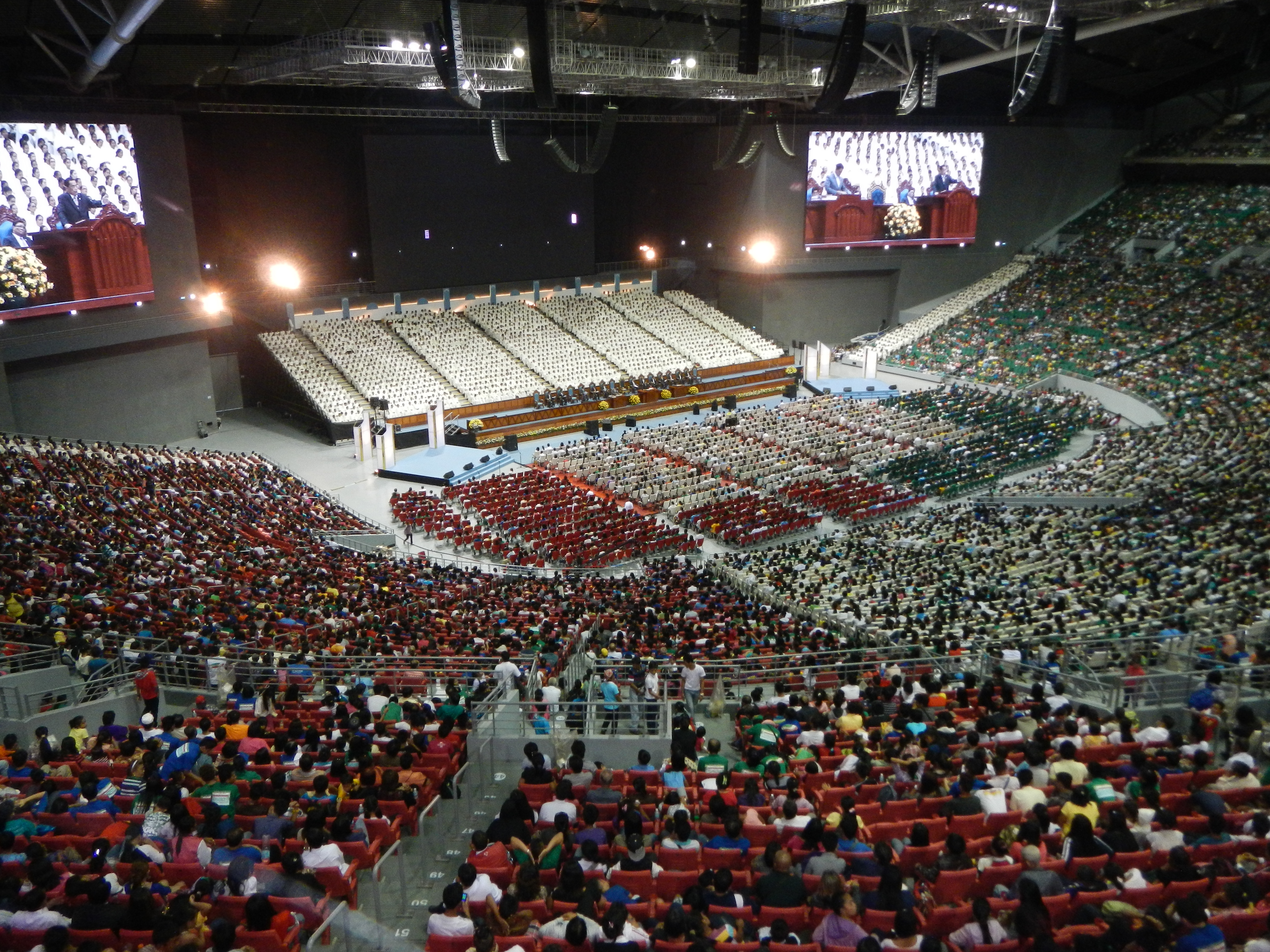
Місіонерське зібрання Іглесія ні Крісто